# トヨタ・ターセル
ターセル（TERCEL）は、トヨタ自動車がかつて製造・販売していた小型乗用車である。

## 概要
1978年（昭和53年）にトヨタ初の前輪駆動車として誕生し、1999年（平成11年）まで販売されていた。姉妹車にコルサ/カローラIIがあり、日本国外にも『ターセル』、および『カローラ ターセル』（初代前期型の北米仕様のみ）の名称で輸出されていた実績がある。
初代と2代目は、前輪駆動車でありながらエンジンを縦置きに搭載する（つまり後輪駆動ベースの四輪駆動の前半分を使用するような形）という珍しい方式をとっていた。エンジン後方に置かれたトランスミッションからの駆動力は、トランスミッションハウジングに内蔵されたプロペラシャフトで車体前方へ反転し、エンジンとトランスミッションの間にあるクラッチの下に置かれたデフに達する。
縦置きエンジンとした理由は、従来の縦置きエンジンのFR車に近い整備性を確保すること、既存のオートマチックトランスミッション搭載に有利なこと、不等長ドライブシャフトに対する等長ドライブシャフトの優位性（トルクステア軽減）などが挙げられた。昭和53年度排気規制に乱流生成ポット turbulent generation pot(TGP)により合格しており、排気対策のため新車開発が遅れていた多くの車種の顧客を一時的にこの車種で吸収できるようにホイールベースを2500mmと長くとり、また前輪駆動車の運転特性の違和感を与えないレイアウトとしたトヨタの政策的な保険としての車種でもあった。しかし、エンジンとデフが上下に重なった「2階建て構造」となったため、ボンネット上面および側面のベルトラインが比較的高いプロポーションとなった。室内では前席中央足元にトランスミッションが張り出すものの、長めのホイールベースと後席にホイールハウスが出っ張らないことで十分な室内空間を確保できたことで、競合する横置きエンジンのホンダ・シビックや日産・パルサーに対抗した。
日本国外では安価でボディサイズのわりに広大な室内空間が評価されて人気があったが、日本国内での販売は今ひとつだった。

## 初代 L1#型（1978年 - 1982年）
1978年（昭和53年）8月 - トヨタ初の前輪駆動車として姉妹車のコルサとともに販売開始。販売チャネルはカローラ店とディーゼル店（1980年からはビスタ店でも販売）。キャッチコピーは「ロング・ロング・ターセル」。
- ボディタイプは2ドア/4ドアセダンと3ドアハッチバック。発売当初のエンジンは新開発の乱流生成ポット(TGP)という副室を持つ1,500ccSOHC直列4気筒の1A-U型のみだった。このエンジンによりトヨタは昭和53年度排気規制に対応することができた。
- 1979年（昭和54年）6月 - 1,300ccの2A-U型エンジンとオートマチック（1,500ccのみ）を追加。1,500ccのエンジンが1A-U型からE70型カローラ/スプリンターと共通で乱流生成ポット(TGP)を持たない3A-U型に変更される。

販売低迷のテコ入れのため、CM出演者に山口百恵を起用し姉妹車のコルサとの合同CMとした。CMソングは「愛の嵐」。販促ポスターの撮影は篠山紀信。キャッチコピーの「百恵の、赤い靴」にちなんで、3ドア・Sにツートンカラーの特別仕様車が設定され、イメージモデルとなった。それとは別に特別仕様車「百恵セレクション」が設定された。
- 1980年（昭和55年）8月 - スラントノーズ化されるマイナーチェンジを受けた。同時に1500に「SEアベニュー」を設定。これに伴いCMソングが山下久美子の「ワンダフルcha-cha」に変更された。また、北米仕様もこのマイナーチェンジを期に車名が『カローラターセル』から『ターセル』へと改称された。

販売終了前月までの国内新車登録台数の累計は11万6935台。

## 2代目 L2#型（1982年 - 1990年)
1982年5月 - フルモデルチェンジ。当初よボディタイプは4ドアセダンと3ドア/5ドアハッチバック、エンジンは縦置きを継承。ホイールベースは、取り回し・小回り特性を考慮して、70mmも短くなった。
カローラ店向けのカローラIIが姉妹車に加わったことで、ターセルはビスタ店の専売となった。ただし、ビスタ店が存在しなかった沖縄県では、トヨタオート沖縄（後のネッツトヨタ沖縄、現・沖縄トヨタ自動車）にて扱っていた。
女性仕様車の「キューティ」が設定された（4代目以降は「アベニュー」。「アベニュー」の名称は初代でも、後期型で最上級グレード（ターセルはSE、コルサはGSL）の、特別仕様車（ただし数量限定ではない）に用いられた。
ターセル/コルサ/カローラIIは、それぞれ基本構造や仕様は同じである。但し、この2代目よりそれぞれのグレード呼称に明確な差別化を設けた。ターセルは、VC/VL/VLキューティ/VS/VEとなる。また最上級グレードの、“1500VE”にはデジタルメーターが採用されていた（タコメーターのみアナログ式）。
1982年8月 - 海外でラインアップされたステーションワゴンモデル「ターセルワゴン」をベースにした初代スプリンターカリブが登場する。
1983年8月 - 3ドアハッチバックを追加。特別仕様車「スポーツS」発売。
1984年8月 - マイナーチェンジでフェイスリフト/3ドアVSにエアロパーツと60扁平タイヤ装着のスポーツパッケージ仕様と4ドアセダンに四輪駆動仕様車追加。
1985年1月 - 3ドア/5ドアハッチバック特別仕様車「VLキューティ(エアコン付)」発売。
1985年9月 - 4ドアセダン特別仕様車「4WD VLエクストラ」、「4WD VEエクストラ」発売。
1985年12月 - 3ドア/5ドアハッチバックのVLキューティから、発展した特別仕様車「キューティエクストラ」発売。
1986年（昭和61年）5月 - 4ドアセダンはマイナーチェンジ。4ドアセダン4WDのVEに電子制御サスペンションシステムTEMSを搭載。3ドア/5ドアハッチバックは販売終了し、後述する3代目へ移行。前月までの国内新車登録台数の累計は8万603台
1987年（昭和62年）10月 - 特別仕様車「4WD VL特別仕様車」発売。
1989年（平成元年）10月 - 30型よりひと足早く20型4ドアセダンの生産終了。以後、在庫対応のみとなる。
1990年（平成2年）8月 - 4ドアセダン販売終了で後述する4代目へ移行。

## 3代目 L3#型（1986年 - 1990年）
1986年（昭和61年）5月 - 3ドア/5ドアハッチバックがフルモデルチェンジ。2代目の4ドアセダンのみマイナーチェンジして継続販売とした（北米向けに限り2ドアクーペも設定)。この2ドアクーペはのちにサイノス(現地名・パセオ)として発展する）。前期のキャッチコピーは「時の翼」。
また、2代目からのスポーツグレードは継承され、専用のリトラクタブルヘッドライト仕様(1.5Lのみ、スポーツパッケージはオプション)となった。
車台及びパワートレインはスターレットがベースとなってエンジン横置き搭載の前輪駆動方式になり、ミッションも変更される。ホイールベースは、2代目と比較してさらに50mmも短くなったことで、小回りの特性が向上した。このモデルでも3ドア/5ドアハッチバックは、全車種横置き型前輪駆動方式となる。
ガソリン車は全車(4ドアセダンは、旧型に準ずる)SOHC12バルブ（1.3L・2E-U型、1.5L・3E-U型、1.5L EFI・3E-EU型）またこの3代目から、1.5Lディーゼルターボエンジン（1N-T型）が加わり全車種車型において、"LASER"エンジンを搭載。
1.3Lについては4MT/3AT仕様となり、1.5Lはガソリンエンジン、ディーゼルエンジンに関わらず5MTと4AT(ロックアップ機構付き)も選択できた。
グレード構成は、VC/VL/キューティ/VS/VXとなる。VCとキューティ（VLにも？）には、1.3Lガソリンエンジンを搭載、VL/VS/VXには1.5Lガソリンエンジンを搭載。VL・VX（VCにも？）には新設された、1.5Lディーゼルターボも設定。また、4輪独立懸架"PEGASUS"の標準化や、GP-TURBOには電子制御サスペンション"TEMS"のオプション設定があった。
- 1986年10月 - 歴代3姉妹シリーズ唯一の、1.5L SOHC12バルブインタークーラーターボエンジン（3E-TEU型）搭載の「GPターボ」が、3ドアリトラハッチバック仕様のみで設定される。

特別仕様車の「1.3キューティエクストラ」を設定、
廉価グレード"VD"の、エアコン/パワステ付きお買い得グレードとして、「ジョイナス（JOINUS）」を新設。「ジョイナス」はVCに準じており、1.3Lガソリンエンジン仕様と1.5Lディーゼルターボ仕様、ミッションは前者は4MTと3AT、後者は5MTと4ATが選べた。
- 1988年（昭和63年）5月 - マイナーチェンジ、グレード設定と呼称の見直し。グレード呼称は、VC/VL/ジョイナス/キューティー/VX/リトラVR/リトラVS-i/リトラGP-TURBOとなる。オプションであったリトラのスポーツパッケージは、VS-iとGP-TURBOには標準で装着され、リトラVRが廉価グレードとして新設される代わりに、スポーツパッケージを省かれた。同時に、3ドアのみキャンバストップ仕様のリトラVS-iと1.5ガソリン仕様のジョイナスに設定。マイナーチェンジ後のキャッチコピーは「オシャレ通りの新ターセル」となった。

3ドア/5ドアに1.3Lガソリンエンジン仕様（4MT/3AT設定）の特別仕様車、「キューティエクストラ・ジョイナスエクストラ」をそれぞれ追加。ボディカラーはホワイトとソリッドレッドの2種、ホワイトがブルー内装、レッドはブラック内装となる。主な仕様として、既設グレード(キューティ/ジョイナス)に対して"キューティエクストラ"が「着座位置記憶機能付きシート・パワーウィンドウ・スペシャルエアコン・カラードバンパー/可倒式電動カラードドアミラー/カラードホイール/ブロンズガラス(チルトステアリング？)」、"ジョイナスエクストラ"は、「スペシャルエアコン・カラードバンパー/可倒式カラードドアミラー/カラードホイール」となる。
販売終了前月までの国内新車登録台数の累計は7万9664台。

## 4代目 L4#型（1990年 - 1994年）
1990年9月 発表時のキャッチコピーは「ターセルゲームだ、オールマイティセダン」。前期のCM出演者は筒井巧。ボディタイプは、3ドアハッチバックと4ドアセダン、4ドアセダンは2代目以来の刷新となったものの、5ドアハッチバックが消滅した。3ドアのスポーティー仕様のリトラとその最上級グレードの1.5GPターボは廃止され、全グレードのエンジンがDOHC16バルブ（ハイメカツインカム）・EFI化される（ディーゼル車は除く）。
今回から、4ドアセダンとともに3ドアハッチバックにも四輪駆動仕様が導入された。当時の自動車業界の傾向や世相から、内外装の品質が高くなった。グレード構成は、3ドアハッチバックでVC/ジョイナス(JOINUS)/アベニュー(AVENUE)/VS/VZ、4ドアセダンがVC/ジョイナス(JOINUS)/アベニュー(AVENUE)/VE/VX/VZとなる。グレードごとのエンジン構成は、1.3Lガソリン(4E-FE)がVC/JOINUS/AVENUEに設定。1.5Lガソリンは5E-FE型がVE/VS/VXに設定され、VZにはカムプロフィール等の変更を伴う高回転型のチューンを施した5E-FHEが設定された。1.5Lディーゼルターボ(1N-T)は、VC/JOINUS/VSに設定される。トランスミッションは、1.3Lガソリンが4MT/3ATと変わりないものの、1.5Lに関しては基準車が5MT/4ATとなり、グレード3ドア・4ドアVZには電子制御4ATの"ECT-S"が奢られた。なお四輪駆動の設定は、グレードJOINUS/VS/VXとなる。4代目ベースの派生車種としてサイノスが発売された。
1992年4月 特別仕様車「3ドア1300ジョイナスエクストラ」、「4ドア1300ジョイナスエクストラ」、「4ドア1500VXリミテッド」発売。
1992年8月 マイナーチェンジ。キャッチコピーは「さっそーターセル」。CMキャラクターは月光仮面（キャラクター）に変更（CMソング「月光仮面は誰でしょう」の替え歌歌唱はささきいさお）。全車、前後バンパーが若干大型化されサイドドアビームが標準装備された。一部上級グレードには、"運転席SRSエアバッグ"の設定もあった。グレード構成の見直し、3ドアハッチバックがVCカスタムパック/VC/JOINUS/AVENUE/VS/VZ、4ドアセダンがVCカスタムパック/VC/JOINUS/AVENUE/VE/VX/VZとなる。エンジン構成はほぼ前期型と変わらないが、ミッションについては3ドア・4ドアVZに設定されていた、電子制御4ATの"ECT-S"に対して（4ドアVXに追加設定）、1.5リッターガソリン車(グレード3ドア・4ドアVS)に電子制御4ATの、"ECT"が標準となる。
1992年12月 特別仕様車「3ドア1300ジョイナスエクストラ」、「4ドア1300ジョイナスエクストラ」発売。
1993年5月 特別仕様車「生産累計8000万台記念NEW ジョイナスエクストラ」発売。
1993年8月 特別仕様車「3ドア1300ジョイナスエクストラ」、「4ドア1300ジョイナスエクストラ」仕様変更。ディーラー特別仕様車の車種としても使用設定された。
1994年8月 生産終了。在庫対応分のみの販売となる。
1994年9月 5代目にバトンタッチして販売終了。販売終了前月までの新車登録台数の累計は10万2002台

## 5代目 L5#型（1994年 - 1999年）
1994年9月 キャッチコピーは"ちょうど小さい新ターセル"、CM出演者は、前期は吉川ひなの・後期は太田裕美。
ボディタイプは3ドアハッチバックと4ドアセダン。コストダウンを図るべく、基本コンポーネントは先代からのキャリーオーバーとなり、先代より直線的でなおかつ合理的なスタイリングを採用。グレード構成は、3ドアハッチバック及び4ドアセダンのそれぞれ、JOINUS Eパッケージ/JOINUS/AVENUE/VXとなる。なお、北米やカナダ向けのみで日本では投入されなかったが、2ドアクーペが存在する。
エンジンは、1.3Lガソリン(4E-FE)を3ドア・4ドアJOINUS Eパッケージ/JOINUS/AVENUEに設定、また1.5Lガソリン(5E-FE)を3ドア・4ドアVXにそれぞれ設定、1.5Lディーゼルターボ(1N-TE)の設定は3ドア・4ドアJOINUSのみとされた。
当初はフルラップ衝突対応の衝突安全ボディ"CIAS"が採用されていたが、1996年の一部改良より最新基準となるオフセット衝突対応の衝突安全ボディ"GOA"を採用。運転席SRSエアバッグのOP設定、四輪駆動車を1.5Lガソリンの、3ドア・4ドアそれぞれJOINUS/VXに設定。
トランスミッションは変わらず、1.3Lガソリンが4MT/3ATという構成に、1.5Lガソリンが5MT/4AT(ECT)、1.5Lディーゼルターボに5MT/4AT(ロックアップ付き)となった。
セダン全車ショルダーベルトアンカー/ハッチバック全車ショルダーベルトホルダー設定。3ドア・4ドアJOINUSに対し、Eパッケージを設定、前後バンパーは無塗装。
1995年1月 特別仕様車、1.3Lガソリン、3ドア・4ドア　ジョイナス・エクストラ(JOINUS-EXTRA)を設定。
1996年1月 一部改良、全車に最新基準となるオフセット衝突対応の衝突安全ボディ"GOA"を採用。運転席SRSエアバッグとABSが全車標準装備となる。これに伴い特別仕様車、1.3Lガソリン、3ドア　ジョイナス・エクストラL(JOINUS-EXTRA-L)・4ドアJOINUS-EXTRA-Lを設定。
1997年12月 マイナーチェンジ、フロント周り/リア周り/シート生地色調の意匠変更。全車にマルチリフレクターヘッドランプが標準装備となる。ボディカラーの見直し、それまでの"スペシャルエアコン"(トヨタのエアコンは3種あり、通常のエアコンがスペシャルエアコン、ECOモード付きがマニュアルエアコン、オートがオートエアコン、ということになっている。)仕様に対して、ほとんどのグレードでマニュアルエアコン(ECOモード付き)に切り替わっている。全車デュアルエアバッグ/フロントプリテンショナーシートベルト、リアシート用ヘッドレストとリヤ左右シートベルト3点式の採用、グレード構成の見直しは無く、各グレード/エンジン/駆動方式に変更は無い。但し、ガソリン全車ディストリビュータレスの点火方式に、進化している。
1998年特別仕様車、1.3Lガソリン、3ドアJOINUS-EXTRA-L・4ドアJOINUS-EXTRA-Lを設定。
1998年12月末  オーダーストップに伴い生産終了。以後は在庫のみの対応となる。
1999年（平成11年）7月 - ハッチバックはスターレットとの統合後継車に当たるヴィッツ、セダンはプラッツの生産へと移行したが、ビスタ店ではこの2車種が扱われないまま販売を終了し、ターセルは20年の歴史に終止符を打った。2004年のネッツ店・ビスタ店統合時にヴィッツが取り扱い開始される。北米市場では後継としてエコー（日本名プラッツ）が登場した。
2003年3月、台湾でも生産を終了し、後継車種としてヴィオスが生産開始した。

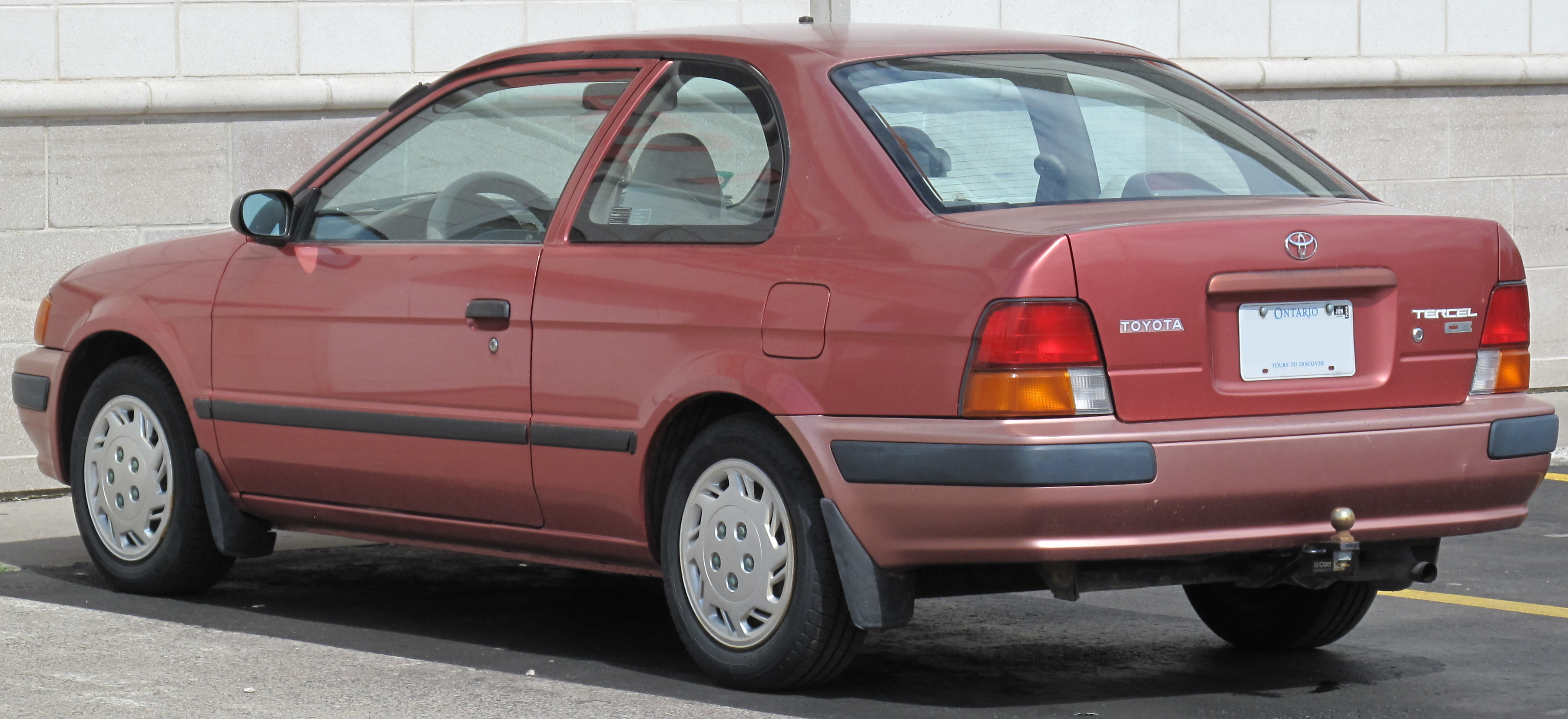
カナダ仕様2ドア（リア）

## 車名の由来
英語の、「ハヤブサ（鳥）」から。